# Tinnsjø

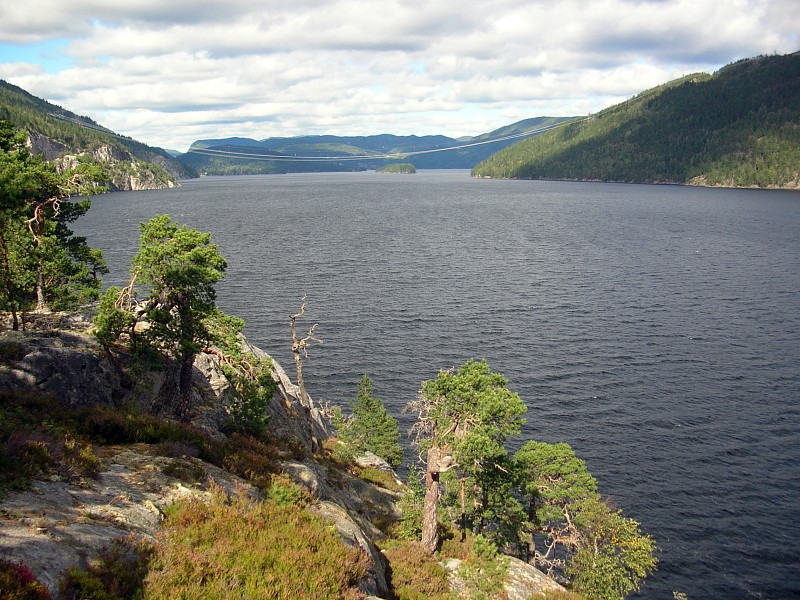
Tinnsjø

Tinnsjø (även Tinnsjøen eller Tinnsjå) är en insjö belägen i Notoddens kommun och Tinns kommun i Telemark fylke i Norge. Sjöns yta är  51,4 km² och 35 km lång. Höjden varierar från 187 till 191 meter över havet. Regleringshöjden på 4 m utnyttjas av vattenkraftverk längs Tinnelva. Tinnsjø har branta stränder. Med ett största djup på 460 m är Tinnsjø Norges tredje djupaste insjö.
Före 1991 trafikerade tågfärjorna 
S/S Ammonia och M/S Storegut Tinnsjø mellan Tinnoset i söder och Mæl i nordväst. Den 20 februari 1944 sänktes Norsk Hydros färja D/S Hydro, med en last av tungt vatten från Rjukan, av norska motståndsmän under tungtvannsaksjonen.

## Källor

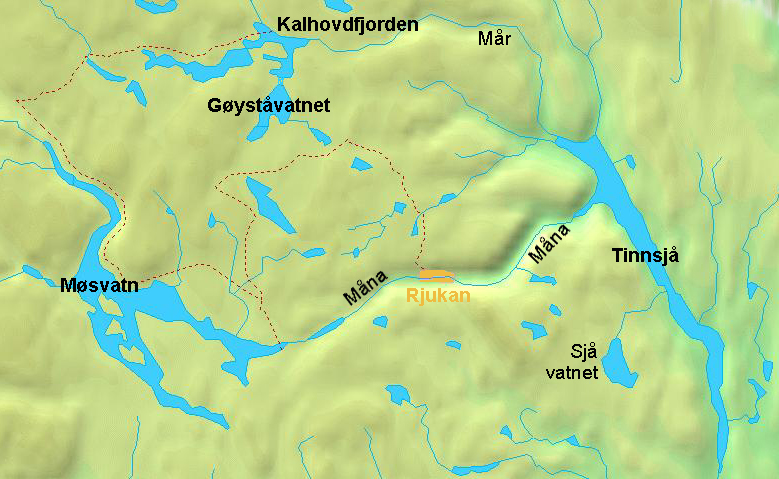
Karta över sjösystemet